# Панков, Георгий Цанков
Георгий Цанков Панков (20 февраля 1923 года - 19 июня 2011 года) - болгарский государственный деятель, министр химической промышленности (1974 - 1986), заслуженный химик НРБ.

## Биография
Родился 20 февраля 1923 года в селе Радомирци общины Червен бряг под Плевной.
Участник болгарского антифашистского сопротивления.
В 1940 году вступил в ряды Рабочего молодёжного союза Болгарии. С 1944 года — член Болгарской рабочей партии(к). Был помощником-подпольщиком партизан (ятак) и секретарем РМC Луковитской средней школы (1941–1942).
В 1951 году окончил факультет химической технологии топлива Московского химико-технологического института им. Д. И. Менделеева в Москве. В том же году избран секретарем райкома РМС в Луковите. В период 1951 - 1963 гг. работал советником в Министерстве тяжелой промышленности. Он был инженером Черноморского рудника и старшим научным сотрудником Института технологии топлива. С 1959 по 1963 год — главный инженер Министерства промышленности НРБ . В 1972 году торговый представитель Болгарии в Москве. В период с 1974 по 1986 год министр химической промышленности НРБ. В 1983 году за вклад в развитие химической промышленности ему присвоено звание « Герой Социалистического Труда» НРБ. В период 1971—1976 годов — кандидат в члены, а с 1976 по 1990 год — член ЦК БКП . В 1986 году министр без портфеля НРБ, а до 1989 года был сначала чрезвычайным и полномочным министром, а затем послом Болгарии в СССР. После 1990 года занялся коммерческой деятельностью.
Умер 19 июня 2011 г.

## Награды
- орден Георгия Димитрова